# Hololepta pervalida
Hololepta pervalida är en skalbaggsart som beskrevs av Blaisdell 1892. Hololepta pervalida ingår i släktet Hololepta och familjen stumpbaggar. Inga underarter finns listade i Catalogue of Life.